# Kleinzadel
Kleinzadel (früher: Niederzadel) ist ein Ortsteil der sächsischen Gemeinde Diera-Zehren im Landkreis Meißen.

## Geografie

### Lage
Kleinzadel liegt direkt rechts an der Elbe. Im Nordosten verläuft die Staatsstraße 88 von Meißen nach Nieschütz. Am Elbufer existiert die Fährverbindung Kleinzadel−Niedermuschütz. Die Bebauungen von Zadel und Kleinzadel gehen an der Elbstraße ineinander über.

### Nachbarorte
| Niedermuschütz |                                             | Nieschütz             |
| Zehren         | Kompassrose, die auf Nachbargemeinden zeigt | Golk                  |
| Zehren         |                                             | Zadel, Karpfenschänke |

## Geschichte
Kleinzadel bildete sich im 18. Jahrhundert auf der Zadeler Flur, daher wurde es als Ortsteil von Zadel bezeichnet. 1791 war Kleinzadel zum Amt Meißen gehörig. 1875 wird eine Zugehörigkeit zur Amtshauptmannschaft Meißen angegeben. In diesem Jahr hat Kleinzadel 184 Einwohner. Nachdem der Ort 1952 zum Kreis Meißen gekommen war, wurde der Hauptort Zadel mit seinem Ortsteil am 1. März 1974 nach Diera eingemeindet. Nach der Vereinigung der beiden selbstständigen Gemeinden Diera und Zehren zu Diera-Zehren am 1. Januar 1999 wurde Kleinzadel von Zadel losgelöst und fortan als Ortsteil Diera-Zehrens genannt.